# Stella Obasanjo
Stella Obasanjo (14 tháng 11 năm 1945 – 23 tháng 10 năm 2005) là Đệ nhất Phu nhân Nigeria từ năm 1999 đến khi qua đời năm 2005. Bà là vợ của Tổng thống Olusegun Obasanjo, nhưng không đảm nhiệm vai trò Đệ nhất Phu nhân vào năm 1976, khi chồng bà là lãnh đạo quân sự của đất nước. Bà qua đời tại Tây Ban Nha khi đang thực hiện một ca phẫu thuật thẩm mỹ là hút mỡ.
Bà là một nhà hoạt động chính trị độc lập, tích cực vận động cho các vấn đề như giải phóng phụ nữ, vai trò lãnh đạo của thanh niên, và tái thiết đất nước sau chiến tranh.

## Thời thơ ấu và học vấn
Stella Abebe sinh ngày 14 tháng 11 năm 1945, quê ở Iruekpen, thuộc huyện Esan West, bang Edo, Nigeria. Cha bà là Christopher Abebe, một nhà lãnh đạo doanh nghiệp, từng là người châu Phi đầu tiên giữ chức Chủ tịch Tập đoàn UAC Nigeria.
Bà bắt đầu học tại Our Lady of the Apostles Primary School, rồi theo học tại St. Theresa’s College, nơi bà lấy bằng tốt nghiệp trung học loại giỏi vào năm 1964. Năm 1966, bà đạt chứng chỉ giáo dục nâng cao và sau đó học chuyên ngành tiếng Anh tại Đại học Ife (nay là Đại học Obafemi Awolowo) từ năm 1967 đến 1969. Sau đó, bà chuyển sang Vương quốc Anh để hoàn tất việc học, tập trung vào lĩnh vực bảo hiểm tại London và Edinburgh trong giai đoạn 1970–1974. Năm 1976, bà tốt nghiệp khóa học thư ký hành chính tại Pitman College và trở về Nigeria.

## Đời tư
Stella kết hôn với Tướng Olusegun Obasanjo và có một con trai chung tên là Olumuyiwa Obasanjo, sinh năm 1977. Vào thời điểm đó, Obasanjo vừa trở thành Nguyên thủ quốc gia kiêm Tổng Tư lệnh các lực lượng vũ trang Nigeria, sau vụ ám sát Tướng Murtala Mohammed.

## Đệ nhất Phu nhân Nigeria
Sau khi Obasanjo đắc cử Tổng thống năm 1999, Stella trở thành Đệ nhất Phu nhân và thành lập tổ chức Child Care Trust – nhằm chăm sóc trẻ em thiệt thòi và khuyết tật.
Bà cũng tham gia Chiến dịch chống Cắt xẻo Bộ phận sinh dục nữ (FGM), và vào ngày 6 tháng 2 năm 2003, bà tuyên bố đây là Ngày Quốc tế Không Khoan nhượng với FGM. Tuy nhiên, bà cũng gây tranh cãi khi bị cáo buộc đứng sau vụ bắt giữ nhà báo Orobosa Omo-Ojo, người đã đăng bài viết mang tiêu đề “Greedy Stella” . Ông bị giam tại nhà tù Akure vào ngày 2 tháng 5 năm 2005.

## Cái chết
Stella Obasanjo qua đời vào ngày 23 tháng 10 năm 2005, thọ 59 tuổi, do biến chứng từ ca hút mỡ tại một phòng khám tư ở Puerto Banús, Marbella, Tây Ban Nha. Bác sĩ thực hiện ca phẫu thuật (được gọi tắt là “AM”) đã đặt nhầm ống vào ổ bụng, gây thủng ruột kết và rách gan. Bà qua đời hai ngày sau đó do không được đưa đến bệnh viện kịp thời. Bác sĩ bị kết án 1 năm tù giam vì ngộ sát do bất cẩn, bị cấm hành nghề 3 năm, và phải bồi thường 120.000 euro cho con trai của bà. Yêu cầu bồi thường từ phía chính phủ Nigeria đã bị tòa bác bỏ.